# Испанская Традиционалистская Фаланга союзов национал-синдикалистского наступления
Испанская Традиционалистская Фаланга союзов национал-синдикалистского наступления (исп. Falange Española Tradicionalista y de las Juntas de Ofensiva Nacional Sindicalista), сокращённо ИТФ СНСН (исп. FET de las JONS) — правящая партия во времена Испанского Государства и Королевства Испании в период с 19 апреля 1937 года по 7 апреля 1977 года.
Образована во время гражданской войны в Испании декретом об объединении и действовала в Испании в условиях однопартийной системы, закреплённой в законах Франкистской Испании, а также до 1977 года имела монополию на политическую власть в стране. Была расформирована указом короля Хуана Карлоса I.
Основными идеологическими принципами, определявшими всю политику ИТФ СНСН были франкизм, национал-католицизм и испанский национализм.

## История

### Образование партии

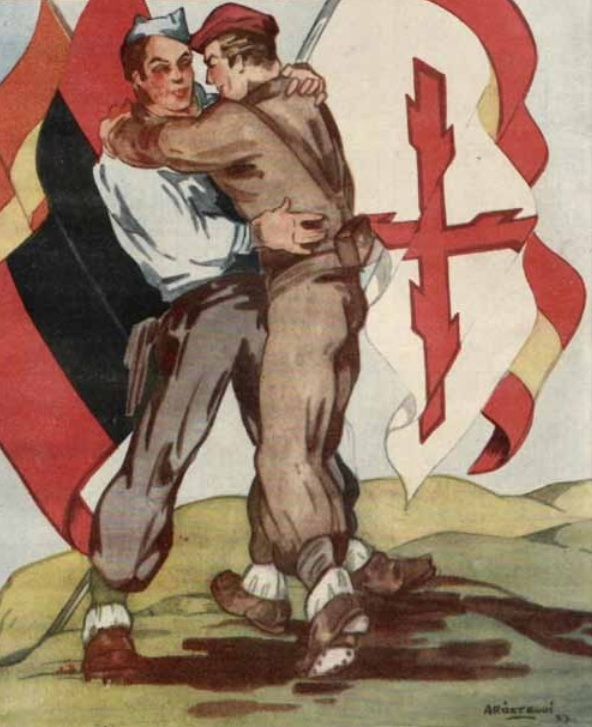
Изображение в журнале «Стрелы», демонстрирующее объединение фалангистов и карлистов, 1937 г.

В начале гражданской войны в Испании 1936—1939 годов лагерь националистов был разъединён: самые многочисленные правые — Испанская Фаланга СНСН (фалангисты) и Традиционалистское Сообщество (карлисты), а также немногочисленные политические объединения, такие как Испанское Обновление, Испанская Конфедерация Автономных Правых и так далее. Хоть силы в националистической зоне были гораздо сплочённее, чем силы республиканцев, каждый преследовал свои интересы и цели объединения испанского государства под новой идеей.
Тем не менее, глава государства Франсиско Франко намеревался объединить все политические силы в одну систему, чтобы лучше управлять государством. Так, 19 апреля 1937 года Франсиско Франко подписал декрет, по которому двое крупнейших организаций (ИФ СНСН и Традиционалистское сообщество) объединялись в единую партию под названием «Испанская Традиционалистская Фаланга союзов национал-синдикалистского наступления», а все остальные политические партии и движения запрещались.

### FET de las JONS в ранние годы (1937—1945 гг.)

#### Становление режима Франко

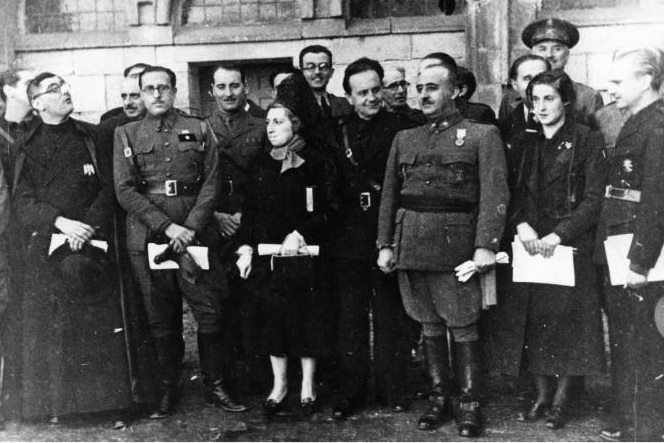
Франсиско Франко с главными представителями партии, 1937—1938 гг.

После победы националистов в гражданской войне Испания получила серьёзные потери как в плане населения, так и в материальном плане. Новообразованной партии, которая с недавних пор стала единственно признанной в стране, пришлось не только управлять государством, но и заново образовывать социально-политическую структуру государства.
В 1939 году Традиционалистская Фаланга стала управлять такими важными организациями, как Социальная Помощь и Испанская Организация Профсоюзов и широко распространило их деятельность по всей Испании. Их главными функциями были социальное обеспечение, медицинская поддержка и обеспечение справедливых, но усиленных рабочих условий для скорейшего восстановления страны после ужасов гражданской войны. Всего за несколько лет ИТФ СНСН стала главным аппаратом в политической жизни Испании, к 1942 году насчитывалось около 932 000 человек.
Испанская Традиционалистская Фаланга также имела и заграничных партнёров. Из-за того, что националистов в гражданской войне поддержали Германский Рейх, Португалия и Италия, фалангисты сотрудничали с их главными партиями, включая Национальную Фашистскую Партию и НСДАП. Например, во время гражданской войны женщины Социальной помощи часто совершали ознакомительные поездки в нацистскую Германию. Со своей стороны, политический деятель Мартинес де Бедойя продвигал идею использования атрибутики, аналогичной той, что использовалась в нацистском Winterhilfswerk. Тем не менее, сотрудничество было крайне ограниченным, так как новая Фаланга старалась опираться на собственные силы, а с 1943 года, когда поражение стран Оси было вопросом времени, ИТФ СНСН перестала сотрудничать со странами Оси, даже отозвав Голубую Дивизию, состоящую из фалангистов-добровольцев, желавших активно воевать на стороне Германии во Второй Мировой Войне.

#### Борьба фалангистов и традиционалистов
Испанская Традиционалистская Фаланга СНСН хоть и являлось крупной, но далеко не единой во взглядах политической партией. Внутри партии на протяжении всей Второй Мировой Войны происходили напряжённые столкновения так называемых «старых рубашек», оставшихся верными идей фалангизма после объединения партий и «новых рубашек», поддерживающих курс Франко на консервативный характер политического устройства Испании, а также нейтралитет Испании во Второй Мировой Войне.

##### Майский кризис 1941 года

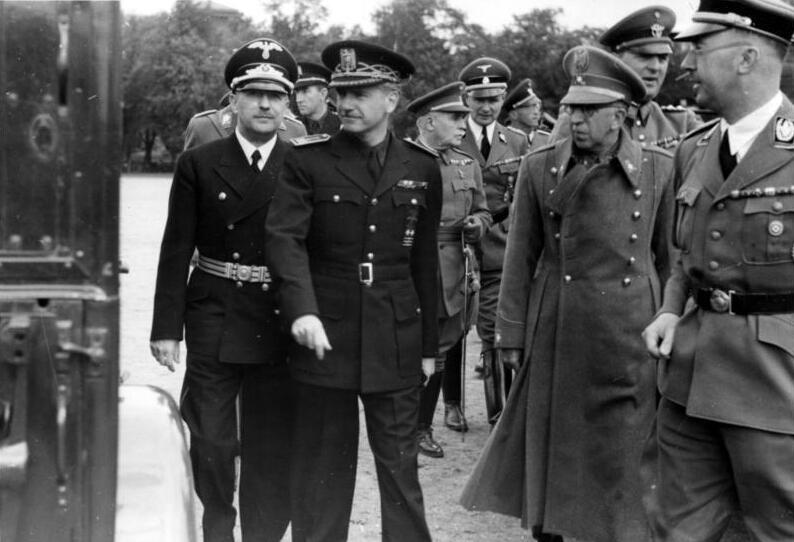
Визит в Берлин Рамона Суньера, сопровождаемого Генрихом Гиммлером, сентябрь 1940 г.

Хотя официально генеральным секретарем ИТФ СНСН был Раймундо Фернандес-Куэста, де-факто одним из главных руководителей Фаланги был германофил Рамон Серрано Суньер, который, будучи тогда министром внутренних дел, сумел получить доступ к руководству Политическим советом. После получения власти на Политическим Советом Суньер в период с 1940 по 1941 год проводил агитационную кампанию, где продвигались идеи превосходства идей фалангизма над остальными, а также необходимость вступления Испании в войну на стороне Третьего Рейха и его союзников.
Однако, против Рамона Суньера резко выступили армия и католическая церковь, которые была против того, чтобы Испания вновь была в состоянии войны. Видя противоречия между германофилами и сторонниками нейтралитета, Франсиско Франко в мае 1941 года провёл перестановку кадров. в результате которого некоторые влиятельные германофилы, такие как Серрано Суньер, Агустин Муньос Грандес и другие потеряли власть в министерстве внутренних дел. На смену им пришли сторонники нейтралитета: Валентин Галарса Моранте, Хосе Энрике Варела и остальные.

##### Кризис 1942 года

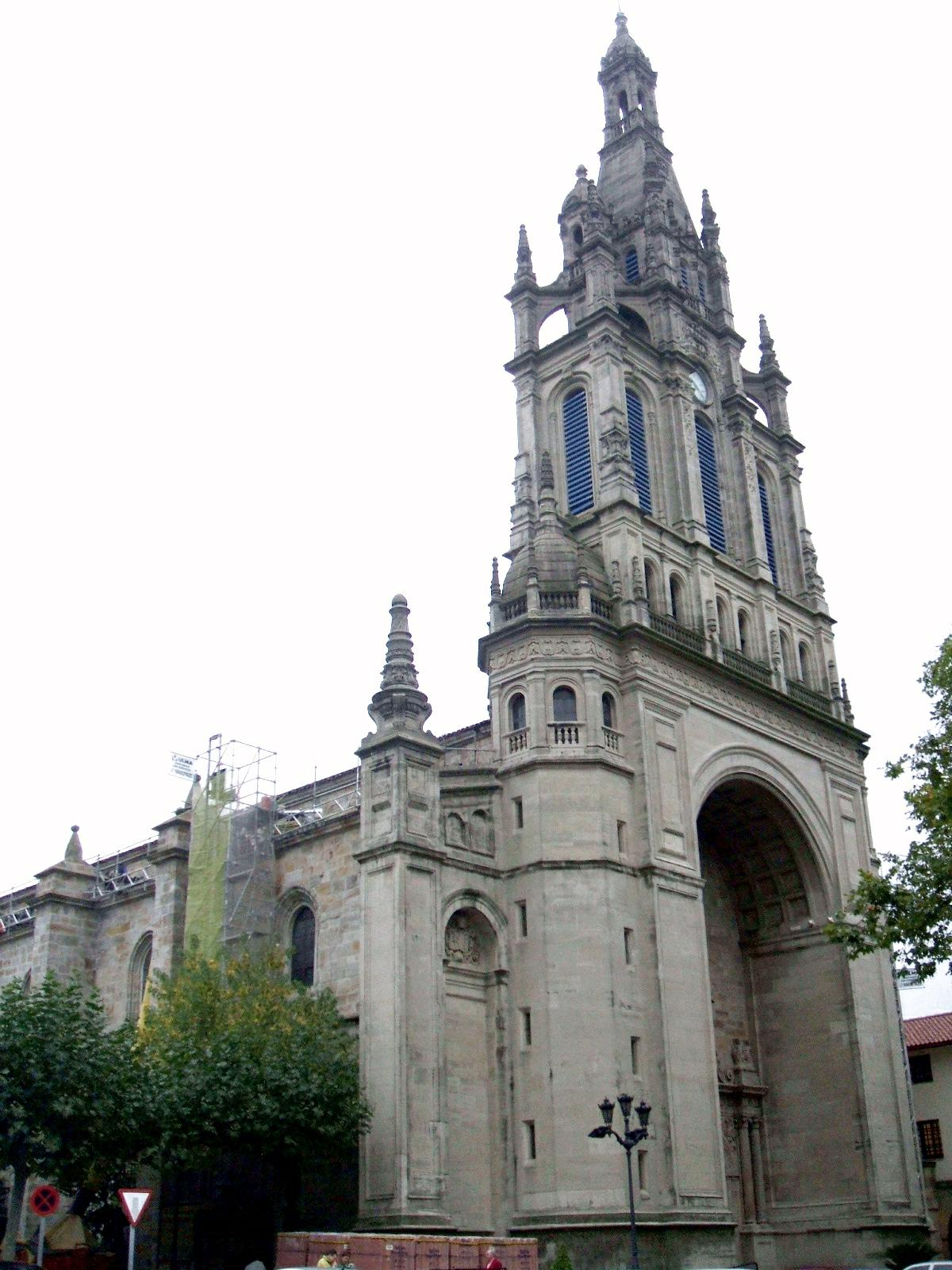
Базилика Бегоньской Богоматери — одно из мест, где происходили нападения радикально настроенных фалангистов

Тем не менее, влияние германофилов не уменьшилось, а наоборот, внутри Испанской Традиционалистской Фаланги конфликт между германофилами (поддерживающими вступление Испании в войну) и англофилами (поддерживающими нейтралитет Испании) только усилился.
После майского кризиса 1941 года «старые рубашки» стали более жёстко относиться к сторонникам нейтралитета. Сам же Франко, уже признавший необходимым оставаться невоюющей стороной в конфликте решил 12 мая написать письмо претенденту на престол Хуану де Бурбону, сыну Альфонсо XIII с идеей возвращения монархии при диктатуре каудильо, однако тот отказался.
После того, как высшие чины Испании узнали об этом, фалангисты решили действовать более жёстко по отношению к своим соперникам, в частности Хосе Энрике Вареле, который был одним из самых влиятельных антифалангистов в рядах ИТФ СНСН. Так, 15 августа 1942 года перед Базиликой Бегоньской Богоматери группа фалангистов бросила две гранаты в толпу, среди которых был Варела. Этот террористический акт привёл к жёстким спорам внутри партии насчёт будущего Испании, и Франсиско Франко решил принять жёсткие меры. Серрано Суньер был уволен со многих постов 3 сентября, и Франко никого не назначил на пост президента Политического совета, а занял его лично.
С этого момента Франко не только провёл кадровые чистки, но и заявил о Традиционалистской Фаланге как о движении и призвал все государственные органы отныне так определять эту партию. Также с 1946 года Испания официально называлось королевством, однако полноправно король будет править только после смерти Франко в 1975 году.

### FET de las JONS в 1945—1975 гг.
После окончания Второй Мировой Войны международная обстановка в Испании сильно накалилась, и страна оказалась в международной изоляции. Тем не менее, тяжёлые последствия терзали ИТФ до 1948 года, пока не подверглась преобразованиям, и она снова играла важную роль в политической сфере. Одним из таких преобразований стало возвращение должность Генерального министра-секретаря 5 ноября 1948 года, которая была временно отменена в 1945 году.
В 1953 году Традиционалистская Фаланга даже провела свой первый съезд (который, по сути, оказался первым и последним), в ходе которого была принята декларация, в которой говорилось, что партия не будет принимать никаких радикальных действий, только если их не одобрит каудильо (Франко).
После смены правительства в 1957 году Фаланга утратила большую часть своего прежнего влияния в пользу «технократов» из Opus Dei, которых активно продвигал Франко.
В 1958 году от лица Франсиско Франко был принят Закон о принципах национального движения, который с одной стороны реорганизовывал партию, но с другой делал акцент на исполнительности, полностью пропуская изначальные идеи о реваншизме испанской монархии или о национал-синдикалистской революции.

### Упадок и роспуск партии (1975—1977)

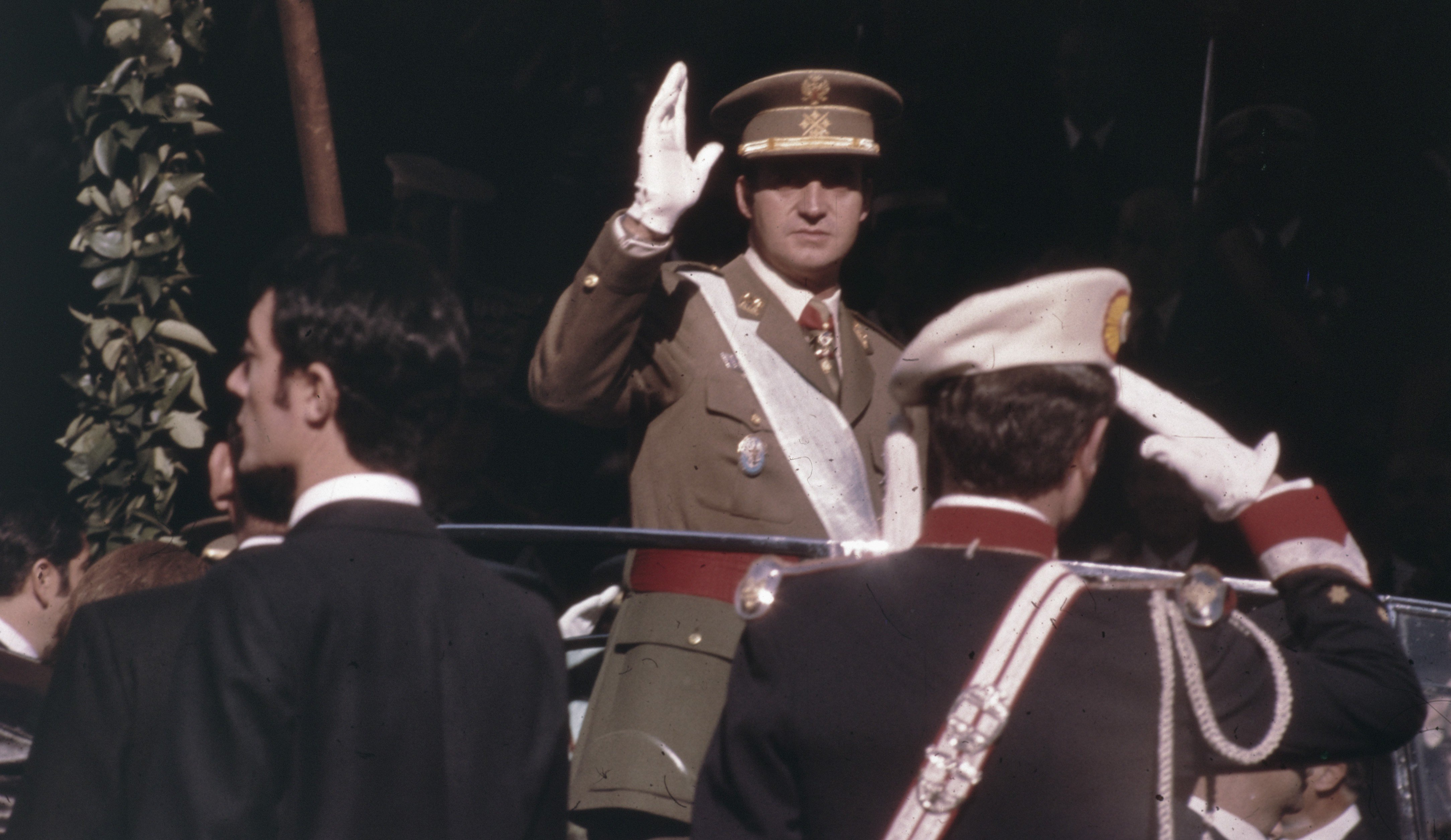
Хуан Карлос I после церемонии коронации, 22 ноября 1975 г.

В последние годы своего правления Франсиско Франко старался отдавать больше власти своему преемнику и будущему королю Испании Хуану Карлосу I, всё больше ограничивая испанскую Традиционалистскую Фалангу, тем самым постепенно ухудшая её положение. Так, 3 апреля 1970 года на официальном уровне партия стала называться как «Национальное движение», и партия стала иметь меньше прав в управлении политической деятельностью.
В 1976 году, после смерти Франко, тогда ещё молодой политик Адольфо Суарес был назначен генеральным министром-секретарем, первым при новой монархии Хуана Карлоса I. К тому времени реальное влияние Фаланги на испанское общество было лишь номинальным, хотя оно продолжало сохранять свою огромную бюрократическую структуру и сателлитные организации. Летом 1976 года Суарес был назначен новым председателем правительства, и под его главенством начался демонтаж структур партии и переход к многопартийной парламентской системе управления, в частности после принятия Закона о политической реформе.
Хоть некоторые организации, ранее подконтрольные ИТФ СНСН просуществовали позже самой партии на несколько лет, официально Испанская Традиционалистская Фаланга была распущена указом Хуана Карлоса I и Адольфа Суареса 7 апреля 1977 года.

## Определение FET de las JONS
Вопрос об определении статуса Испанской Традиционалистской Фаланги как партии или движения остаётся довольно спорной темой среди исторического общества. С одной стороны, с самого зарождения Декретом об объединении Франсиско Франко определил понятие Испанской Традиционалистской Фаланги как политическая «организация, промежуточное звено между обществом и государством, которое выполняет основную миссию — доносить до государства дыхание народа и донести до него (FET de las JONS) его (народа) мысли», что и является определением политической партии.
С другой же стороны, в сентябре 1943 года Франсиско Франко подписал специальный указ, по которому все официальные СМИ Испании называли испанскую Традиционалистскую Фалангу «движением», а не партией, после чего вплоть до окончания правления Франсиско Франко FET de las JONS де-факто называлось движением, но официально всё таки носило прежнее название. Таким образом, Традиционалистская Фаланга была одновременно и партией, и движением.

## Структура

### Высшая структура партии
На каждом съезде Испанской Традиционалистской Фаланги должен быть Франсиско Франко — официально национальный лидер партии, который является высшим должностным лицом во внутренней партийной структуре. Вторым лицом в партии и де-факто главой был генеральный министр-секретарь ИТФ СНСН, который отвечал за деятельность всех структур партии и был по совместительству главой правительства Испании.

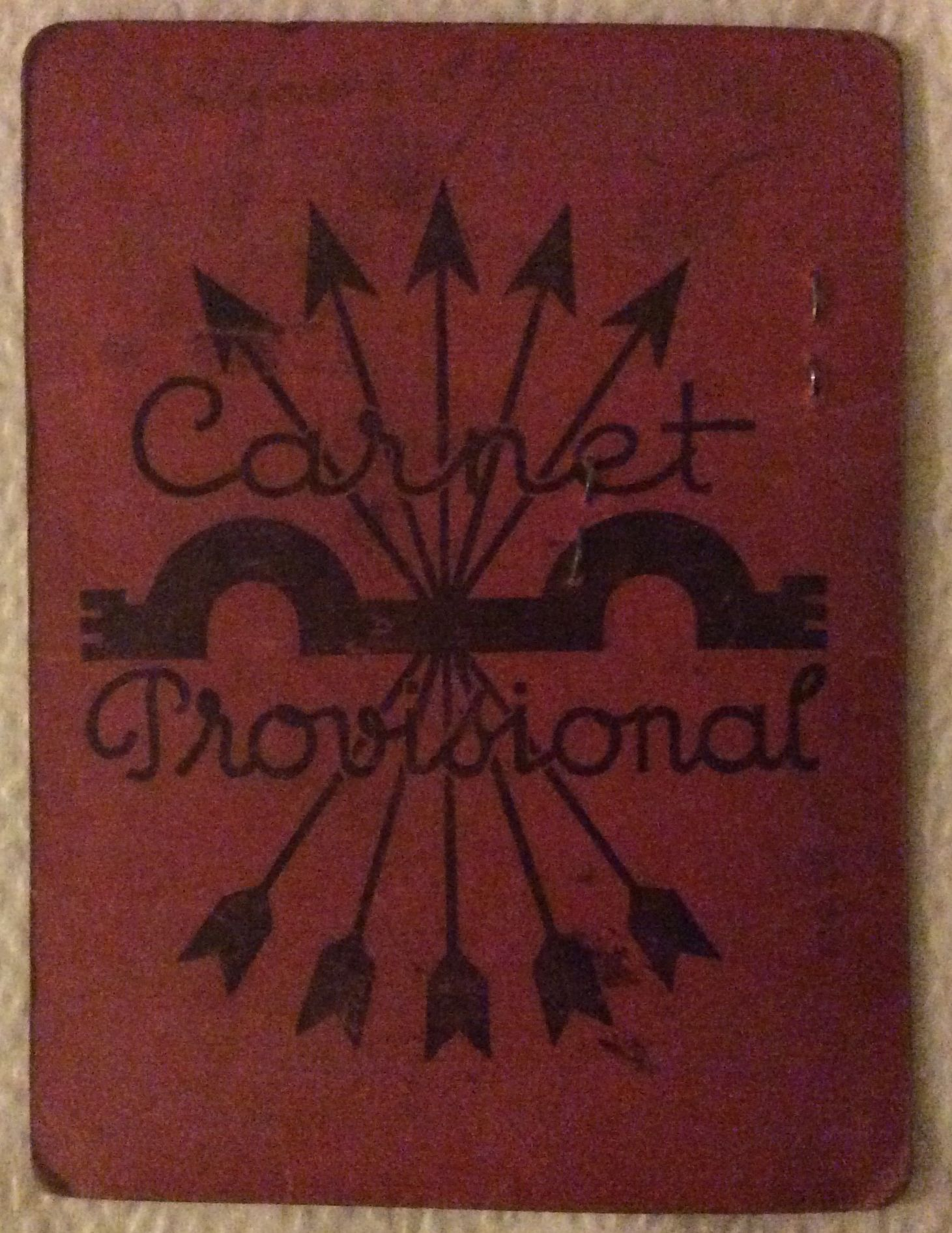
Удостоверение члена провинциального управления ИТФ СНСН

Также, согласно Уставу Испанской Традиционалистской Фаланги от 31 июля 1939 года была выделена следующая структура партии:
1. Члены Фаланги
2. Местные Фаланги (на уровне городов)
3. Провинциальные Управления
4. Региональные Инспекции
5. Службы
6. Милиция и Синдикаты
7. Национальные Инспекции
8. Национальные Делегации
9. Генеральный Секретариат Движения
10. Политический Совет
11. Председатель Политического Совета
12. Национальный Совет
13. Каудильо или Национальный глава движения

### Службы Испанской Традиционалистской Фаланги
С реорганизацией всех политических партий на территории националистической зоны в единую Испанскую Традиционалистскую Фалангу, все подконтрольные организации Испанской Фаланги СНСН (ввиду того, что она была крупнейшей и наиболее продвинутой партией на территории повстанцев) стали подчиняться новой партии. Вместе с этим также начали появляться новые управления, необходимые режиму Франсиско Франко. Вот некоторые из этих управлений:
| Организационные структуры Испанской Традиционалистской Фаланги СНСН |
| --- |
| - Женская секция - Социальная помощь - Испанская Организация Профсоюзов - Национальная делегация молодёжи - Союз Испанских университетов - Национальная делегация дипломатической службы Фаланги (НДДСФ) - Национальная делегация по делам прессы и пропаганды |

Тем не менее, было предпринято также несколько попыток реорганизации партии и её подструктур. Так, устав ИТФ СНСН от 31 июля 1939 года добавил новые управления внутри партии, такие как Национальная делегация бывших комбатантов и Национальная делегация пленных (оба просуществовали до окончания Второй Мировой Войны). Также в 1941 году была добавлена Национальная делегация Спорта.
В июле же 1957 года произошла внутренняя реорганизация партии, в результате которой число органов, подчиняющихся Генеральному секретариату, было сокращено.

## Символы Испанской Традиционалистской Фаланги
Переняв символы партий-предшественников и добавив свои, ИТФ СНСН имела свои отличительные символы:

Ярмо и стрелы

- Ярмо и стрелы — символ, который FET de las JONS переняла от Испанской Фаланги СНСН. Концепция объединения ярма и стрел являлась аллегорией на брачный союз Изабеллы I Кастильской и Фердинанда II Арагонского, который привёл к окончательному объединению Испании. Ярмо и стрелы, как символ единой Испании, также использовался среди последующих католических монархов, представляя объединённую Испанию и «героические добродетели расы»[23].
- Униформа ИТФ СНСН — специальное партийное одеяние членов партии. Для поддержания идеи объединения партий фалангистов и карлистов было принято сделать следующую, обновлённую униформу[24]:Униформа члена ИТФ СНСН

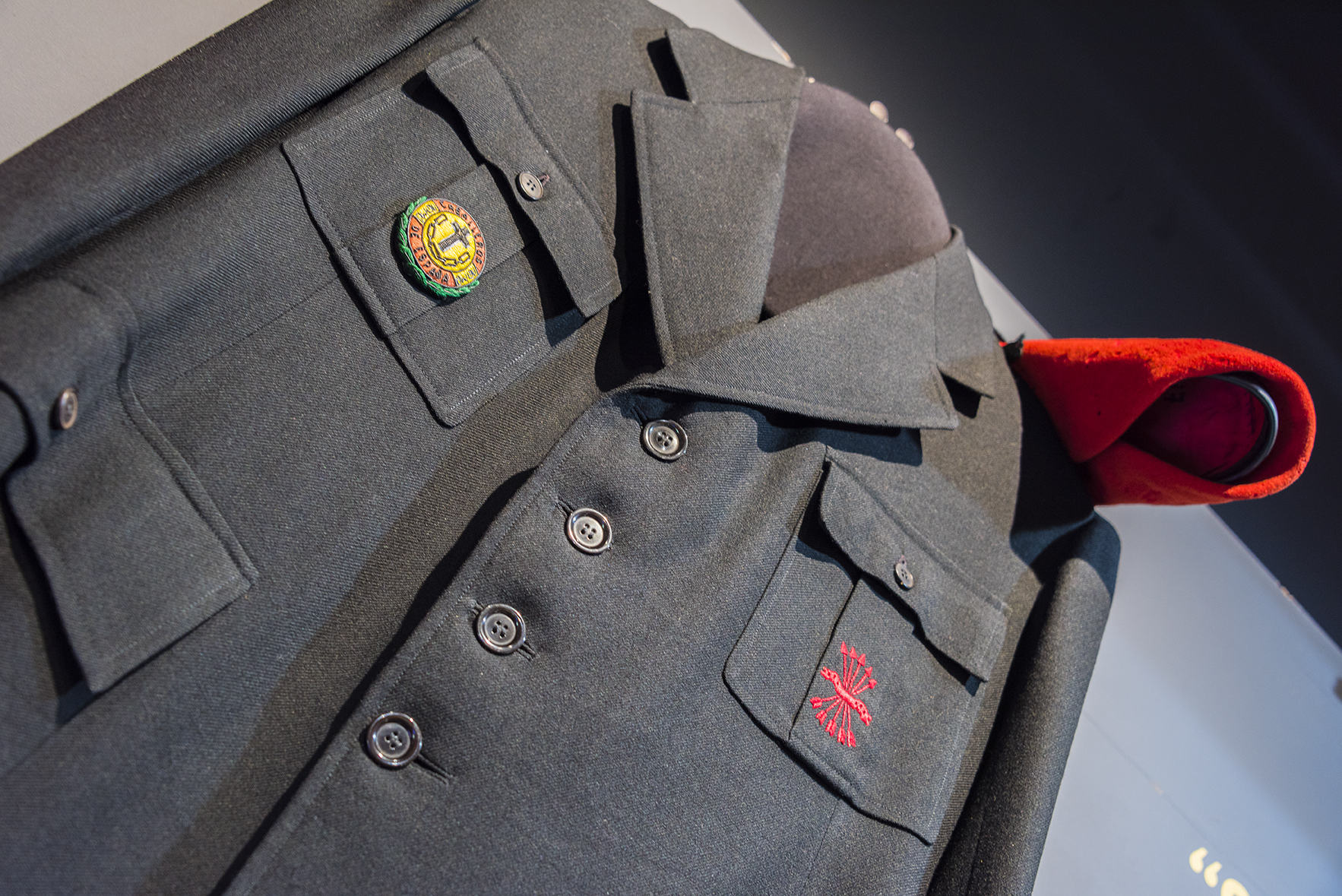
Униформа члена ИТФ СНСН

  1. Синяя рубашка — перенятый от фалангистов вид одежды, символизировавший промышленных рабочих, борющихся за свои права;
  2. Красный берет — перенятый от карлистов вид одежды, символизировавший героизм карлистов (во время первой карлистской войны такие береты носила наваррская рота карлистов под командованием Томаса де Сумалакарреги);
  3. Чёрный галстук — предмет одежды чёрного цвета. Такой галстук символизировал знак траура по Хосе Антонио Примо де Ривере, погибшем в 1936 году.
- Гимн — торжественная песня, игравшая во время заседаний Испанской Традиционалистской Фаланги. Во время этий заседаний исполнялся тройной гимн: смешение начала карлистского гимна Марш Ориаменди (исп. Marcha de Oriamendi), фалангистского гимна Лицом к Солнцу (исп. Cara al Sol) и Королевского Марша (исп. La Marcha Real)[25].
- Флаги партий — у Испанской Традиционалистской Фаланги СНСН на всех собраниях было три главных флага: основным флагом, который всегда вывешивали в центре, был национальный флаг Испании — Рохигуальда. По бокам от флага Испании были флаг фалангистов и флаг карлистов[26].

## Международное сотрудничество
В период существования Испанской Традиционалистской Фаланги, партия имела тесные контакты со многими странами мира. Изначально существовала отдельная организация для международных связей с FET de las JONS, такая как Национальная делегация дипломатической службы Фаланги, однако с 1945 года дипломатическая служба была расформирована, и Традиционалистская Фаланга продолжила дипломатические связи с другими партиями менее интенсивно.
| №  | Название организации                                      | Страна                    | Период    |
| -- | --------------------------------------------------------- | ------------------------- | --------- |
| 1  | Кубинская Фаланга                                         | Республика Куба           | 1937—1940 |
| 2  | Национал-социалистическая немецкая рабочая партия (НСДАП) | Германский Рейх           | 1937—1943 |
| 3  | Национальная фашистская партия                            | Итальянская Империя       | 1937—1943 |
| 4  | Аргентинский гражданский легион                           | Аргентинская Республика   | 1937—1944 |
| 5  | Национальные ассамблеи Испании (Филиппинская Фаланга)     | Содружество Филиппины     | 1937—1945 |
| 6  | Испанский круг действий                                   | Республика Чили           | 1937—1945 |
| 7  | Ливанская фалангистская партия «Катаиб»                   | Государство Великий Ливан | 1937—1945 |
| 8  | Национальная республиканская партия                       | Республика Коста-Рика     | 1937—1952 |
| 9  | Национальная фаланга                                      | Республика Чили           | 1937—1957 |
| 10 | Боливийская Социалистическая Фаланга                      | Республика Боливия        | 1937—1959 |
| 11 | Национальный союз                                         | Португальская Республика  | 1937—1974 |
| 12 | Эквадорское националистическое революционное действие     | Республика Эквадор        | 1942—1974 |
| 13 | Панамская патриотическая фаланга                          | Республика Панама         | 1968—1974 |